# Prostaglandina D2
A prostaglandina D2 (PGD2) é um Eicosanóide (molécula lipídica com uma estrutura de 20C), do grupo das Prostaglandinas. É um derivado do ácido araquidónico e, consequentemente, pertence à série 2 dos eicosanóides, pois possui duas ligações covalentes duplas. É um dos produtos da via metabólica da cascata do ácido araquidónico, à semelhança das demais prostaglandinas, dos tromboxanos e dos leucotrienos.
A PGD2 é sintetizada a partir da prostaglandina precursora PGH2 pela prostaglandina D2 sintetase.
É um mediador lipídico de elevada relevância na bioquímica humana, que actua a nível dos receptores PTGD2 e CRTH2. Encontra-se expressa apenas no sistema nervoso central e nos mastócitos. Os seus efeitos conhecidos são:
- Broncoconstrição (associada a fenómenos de alergia e asma mediadas pelos mastócitos);
- Termorregulação (diminui a temperatura corporal durante o sono, contrariando o efeito da PGE2);
- Vasodilatação (principalmente a nível da microvasculatura renal).

Cascata do ácido araquidónico e formação da PGD_{2}